# Таутоним
Тауто́ним (греч. ταὐτός «тот же самый» + греч. όνομα — «имя») — удвоение имени путём повторения основы в личном имени и отчестве. Взаимосвязанные термины гетероним и таутоним были предложены в 1976 году советским филологом Александром Пеньковским в статье «Русские личные именования, построенные на двухкомпонентной модели „имя + отчество“». Гетероним представляет собой антропонимическое образование с несовпадающей основой (например, Иван Петрович), а в таутонимах, наоборот, компоненты дублированы (например, Иван Иванович). Относительно характера этих терминов Пеньковский писал: «При всём их внешнем сходстве, при всей их несомненной близости, эти две разновидности личных именований обнаруживают существенные различия. И не только лексические (они лежат на поверхности и совершенно очевидны), но и иные, скрытые за ними различия в характере и направлении внутренних связей между компонентами модели и их внешних связей». Позже понятие таутоним было принято исследователями, введено в научную литературу. В 1988 году толкование приведено в «Словаре русской ономастической терминологии», где указывалось, что таутоним относится к области мифологии (Батыга Батыгович, Ворон Воронович и т.д.). Со временем сфера применения таутонимов была расширена на другие области культуры, в частности, литературоведение. 